# Janusz Kowalik
Janusz Antoni Kowalik (ur. 26 marca 1944 w Nowym Sączu) – polski piłkarz grający na pozycji napastnika, trener piłkarski. Wicemistrz Europy U-18 z 1961.

## Kariera piłkarska
Był wychowankiem Cracovii, grał w niej w I i II lidze i w jej barwach występował w reprezentacji. W 1967 niespodziewanie wyjechał do Stanów Zjednoczonych, gdzie grał w NASL i w 1968 z dorobkiem 30 goli został królem strzelców rozgrywek (pierwszy polski król strzelców w lidze zagranicznej) oraz MVP tej ligi w barwach Chicago Mustangs. W 1969 trafił do Holandii i do 1975 grał w Sparcie Rotterdam, następnie w NEC Nijmegen, Chicago Stings i MVV Maastricht. Jesienią 1970 był autorem pierwszego polskiego hat-tricka w europejskich pucharach. Karierę zakończył w 1979.

## Kariera reprezentacyjna
W reprezentacji zadebiutował 7 kwietnia 1965 w meczu z Belgią, ostatnie spotkanie rozegrał rok później. Łącznie w reprezentacji wystąpił w 6 meczach. Jako piłkarz juniorskiej drużyny Polski zdobył srebrny medal turnieju UEFA w Portugalii w 1961 (późniejsze mistrzostwa Europy).

### Mecze w reprezentacji
| lp. | Data                | Miejsce           | Przeciwnik | Wynik | Rozgrywki   | Grał   | Uwagi |
| --- | ------------------- | ----------------- | ---------- | ----- | ----------- | ------ | ----- |
| 1.  | 7 kwietnia 1965     | Bruksela, Belgia  | Belgia     | 0:0   | towarzyski  | 90'    |       |
| 2.  | 16 maja 1965        | Kraków, Polska    | Bułgaria   | 1:1   | towarzyski  | 90'    |       |
| 3.  | 5 stycznia 1966     | Liverpool, Anglia | Anglia     | 1:1   | towarzyski  | 90'    |       |
| 4.  | 5 lipca 1966        | Chorzów, Polska   | Anglia     | 0:1   | towarzyski  | 90'    |       |
| 5.  | 2 października 1966 | Szczecin, Polska  | Luksemburg | 4:0   | el. ME 1968 | 90'    |       |
| 6.  | 3 grudnia 1966      | Jafa, Izrael      | Izrael     | 0:0   | towarzyski  | do 60' |       |

## Osiągnięcia

### Reprezentacja Polski U-18
- Wicemistrz Europy: 1961

### Indywidualne
- Król strzelców NASL: 1968
- MVP NASL: 1968

### Drużynowe
- MP juniorów: 1959
- finał Pucharu Holandii: 1971
- wicemistrz Holandii: 1972

## Kariera trenerska
Po zakończeniu kariery piłkarskiej został trenerem. Prowadził m.in. belgijskie Patro Eisden (1979–1980) oraz KRC Genk (1982–1984), holenderskie SBV Vitesse (1985–1986) i Górnika Zabrze (1992).